# 毛叶山樱花
毛叶山樱花（学名：Cerasus serrulata var. pubescens）为蔷薇科樱属下的一个变种。

## 扩展阅读
- 維基物種上的相關：毛叶山樱花